# Édouard Le Roy (homme politique)
Pour les articles homonymes, voir Le Roy et Édouard Le Roy (homonymie).
Édouard Le Roy, né le 21 février 1847 à Saint-Denis et mort le 4 décembre 1919 à Grenoble, est un homme politique français.

## Biographie
Avocat de formation, et bâtonnier de l'ordre, Edouard Le Roy est président du Conseil général de La Réunion lorsqu'il est élu député, au premier tour.
A la Chambre, il défend des positions nationaliste et colonialistes, mais intervient aussi sur les questions liées à la procédure judiciaire, qu'il souhaite plus simple et moins coûteuse pour les justiciables.
Il n'est cependant pas réélu en 1893, son adversaire malheureux de 1889, le républicain Louis Brunet, prenant sa revanche.
Le Roy abandonne alors la vie politique et entre dans l'administration des Finances. Il est d'abord trésorier-payeur de Nouvelle-Calédonie, avant d'obtenir un poste à Marseille, puis Grenoble, où il meurt en 1919.